# Halott ember
A Halott ember (Dead Man) Jim Jarmusch 1995-ben bemutatott amerikai, német és japán koprodukcióban készült western drámája, Johnny Depp főszereplésével.

## Tartalom
William Blake (Johnny Depp), aki kezdetben csupán nevében mutat hasonlóságot a neves angol költővel. Egy zsíros állás reményében keresztülvonatozza a vadnyugatot, ám Acélvárosban munka helyett gyilkossági ügybe keveredik és menekülnie kell. Igazi utazása csak ezután kezdődik: mint törvényen és életen kívüli árny bolyong különös indián lélekvezetőjével, Nobodyval (Gary Farmer). Eközben mindenre elszánt fejvadászok erednek nyomukba, ők ketten pedig a létezés és alkotás értelmét kutatják.

## Stáblista
- Rendezte: Jim Jarmusch
- Producerek: Demetra J. MacBride és Karen Koch
- Forgatókönyvíró: Jim Jarmusch
- Fényképezte: Robby Müller

## Szereplők
| Szereplő                          | Színész            | Magyar hang |
| --------------------------------- | ------------------ | ----------- |
| William Blake                     | Johnny Depp        |             |
| Nobody                            | Gary Farmer        |             |
| Train Fireman                     | Crispin Glover     |             |
| Mr. John Dickinson                | Robert Mitchum     |             |
| John Scholfield                   | John Hurt          |             |
| Thel Russell                      | Mili Avital        |             |
| Charlie Dickinson                 | Gabriel Byrne      |             |
| Cole Wilson                       | Lance Henriksen    |             |
| Conway Twill                      | Michael Wincott    |             |
| Johnny "A Kölyök" Pickett         | Eugene Byrd        |             |
| Salvatore Jenko                   | Iggy Pop           |             |
| Nagy George Drakoulious           | Billy Bob Thornton |             |
| Benmont Tench                     | Jared Harris       |             |
| a kereskedelmi ügynökség katonája | Alfred Molina      |             |
| a fegyveres férfi a fák között    | Gibby Haynes       |             |

## Díjak, jelölések
- cannes-i fesztivál (1995)
  - jelölés: Arany Pálma – Jim Jarmusch
- Európai Filmdíj (1996)
  - díj: Screen International Award – Jim Jarmusch
- Independent Spirit Awards (1997)
  - jelölés: legjobb operatőr – Robby Müller
  - jelölés: legjobb forgatókönyv – Jim Jarmusch
  - jelölés: legjobb mellékszereplő – Gary Farmer
  - jelölés: legjobb alkotás – Demetra J. MacBride
- New York-i Filmkritikusok Egyesülete (1996)
  - díj: NYFCC-díj (legjobb operatőr) – Robby Müller